# Mopreme Shakur
Mopreme Shakur, pseudonimo di Maurice Harding (New York, 16 agosto 1967), è un rapper statunitense.

## Biografia
Figlio di Mutulu Shakur, attivista afroamericano incarcerato per rapina e negli anni '60 e '70 principale proponente della Repubblica della Nuova Africa e membro del gruppo neomarxista e nazionalista nero Black Liberation Army, è il fratello maggiore di Tupac Shakur, anch'egli rapper, deceduto in un agguato nel 1996.

### Carriera
Cominciò la sua carriera sotto il nome d'arte Mocedes, registrando insieme a Tony Toni Toné il singolo Feel's Good nel 1990.
Da sempre vicino a Tupac, fu sia membro dell'originale gruppo Thug Life che degli Outlawz, qui in un ruolo primario. La sua prima collaborazione col fratellastro fu nel singolo Papa'z Song, dall'album Strictly 4 My N.I.G.G.A.Z del 1993. Uscì in seguito dagli Outlawz e, sebbene le indiscrezioni, non firmò mai per Death Row Records.
Nel 2002 è stato intervistato per il documentario Biggie & Tupac. Nel 2003 appare nella colonna sonora del thriller drammatico Intoxicating - Quando il vizio ti distrugge di Mark David, con Kirk Harris, John Savage ed Eric Roberts. Nel 2007 ha distribuito un nuovo album, Black & Brown Pride, preceduto dal mixtape Assassin & Mopreme Shakur Present: Black & Brown Pride, funto da preludio alla sua uscita.
Nel giugno 2008 è stato scritturato dalla rete BET come consulente alla produzione dell'episodio Mutulu Shakur and The Republic of New Afrika della serie American Gangster incentrata sulla storia criminale degli Stati Uniti. In facoltà del suo ruolo ha provveduto a fornire materiale per le interviste, fungendo da collegamento tra il programma da esporre al pubblico e la figura paterna.

## Discografia
- Thug Life: Volume 1 (1994)
- Mac Mall Presents The Mallenium (1999)
- Evolution Of A Thug Life N.I.G.G.A. Vol. 1.1 (2005)
- Evolution Of A Thug Life N.I.G.G.A. Vol. 2 (2005)
- Black & Brown Pride (2007)
- Heart of a Soulja (2008)
- Alpha Thug[1] (2011)